# ATM-Baureihe 5000
| Tram a Pianale Ribassato                 | Tram a Pianale Ribassato                                                          | Tram a Pianale Ribassato                              |
|                                          | Prototyp                                                                          | Serie                                                 |
| ---------------------------------------- | --------------------------------------------------------------------------------- | ----------------------------------------------------- |
| Serienwagen 5053 in der neuen Lackierung |                                                                                   |                                                       |
| Nummerierung:                            | 2800                                                                              | 5000–5053                                             |
| Anzahl:                                  | 1                                                                                 | 54                                                    |
| Hersteller:                              | Fiat                                                                              | Fiat, Stanga                                          |
| Baujahr(e):                              | 1935 (2 Einzelwagen) 1958 (Umbau zum Gelenkwagen) 1985 (Umbau zur TPR)            | 1989–1992                                             |
| Ausmusterung:                            | 2000                                                                              |                                                       |
| Achsformel:                              | Bo'2'Bo'                                                                          | B'2'B'                                                |
| Spurweite:                               | 1445 mm                                                                           | 1445 mm                                               |
| Länge:                                   | 21 465 mm                                                                         | 22 200 mm                                             |
| Höhe:                                    | 3216 mm                                                                           | 3485 mm                                               |
| Breite:                                  | 2200 mm                                                                           | 2300 mm                                               |
| Drehzapfenabstand:                       |                                                                                   | 7200 mm                                               |
| Triebdrehgestellachsstand:               | 1625 mm                                                                           | 1900 mm                                               |
| Laufdrehgestellachsstand:                |                                                                                   | 1400 mm                                               |
| Kleinster bef. Halbmesser:               |                                                                                   | 15,526 m                                              |
| Leermasse:                               | 27,4 t                                                                            | 30 t                                                  |
| Höchstgeschwindigkeit:                   | 40 km/h                                                                           | 60 km/h                                               |
| Dauerleistung:                           |                                                                                   | 2 × 150 kW                                            |
| Raddurchmesser:                          | 680 mm                                                                            | 680 mm                                                |
| Stromsystem:                             | Gleichstrom mit einer elektrischen Spannung von 600 V                             | Gleichstrom mit einer elektrischen Spannung von 600 V |
| Stromübertragung:                        | Oberleitung, 1 Stangenstromabnehmer (bis 1991) / 1 Einholmstromabnehmer (ab 1991) | Oberleitung, 1 Einholmstromabnehmer                   |
| Antrieb:                                 | Gleichstrommaschinen                                                              | Gleichstrommaschinen                                  |
| Betriebsart:                             | Einrichtungswagen                                                                 | Einrichtungswagen                                     |
| Sitzplätze:                              | 43                                                                                | 51                                                    |
| Fußbodenhöhe im Niederflurbereich:       | 340 mm                                                                            | 350 mm                                                |
| Fußbodenhöhe in den Hochflurbereichen:   | 995 mm                                                                            | 870 mm                                                |
| Niederfluranteil:                        |                                                                                   | 56 % der Gesamtlänge                                  |

Die Baureihe 5000 bzw. TPR (Tram a Pianale Ribassato, deutsch Niederflur-Straßenbahn) der Azienda Torinese Mobilità (ATM) bzw. seit 2003 Gruppo Torinese Trasporti (GTT) ist die erste niederflurige Fahrzeugserie der Straßenbahn Turin. Die 54 Einrichtungswagen wurden 1989 bis 1992 von Fiat und Stanga gebaut. Zuvor hatte Fiat bereits 1985 ein älteres Fahrzeug zu einem Prototyp umgebaut. Später entwickelte Fiat auf Grundlage der Baureihe 5000 den Fahrzeugtyp Cityway.

## Prototyp
In den 1980ern hatte die ATM 100 Fahrzeuge der Baureihe 7000 bestellt, welche länger und breiter war als die älteren Fahrzeuge der Baureihe 2800. Die Baureihe 7000 benötigte jedoch auch größere Bogenradien und hatte eine erheblich größere Masse, für welche der Oberbau verstärkt werden musste. Deshalb konnte die Baureihe 7000 nicht freizügig eingesetzt werden. Nach der Auslieferung von 35 Fahrzeugen entschied die ATM, die Bestellung auf 51 Fahrzeuge zu reduzieren und stattdessen einen neuen Fahrzeugtyp zu entwickeln, der der Baureihe 2800 ähnlicher sein sollte.
Der Triebwagen 2800 diente als Prototyp. Er war zuvor ein zweiteiliger Jakobs-Gelenkwagen und in dieser Form bereits ein stark umgebautes Fahrzeug. Er entstand 1958 aus zwei 1935 gebauten einteiligen Drehgestellwagen der Baureihe 2100. Beim Umbau zum Niederflurwagen wurde der gesamte Bereich zwischen den äußeren Drehgestellen umgebaut. Das angetriebene Jakobsdrehgestell wurde dabei durch ein antriebsloses Fahrwerk mit Losradsätzen ersetzt, um auch in diesem Bereich einen niederflurigen Durchgang zu ermöglichen. Auf dieses Fahrwerk stützte sich dabei ein zusätzlicher kurzer Wagenkasten. Dass es nicht angetrieben war, führte allerdings zu einer schlechteren Beschleunigung gegenüber dem vorherigen Zustand.
Die Türen vor dem führenden und hinter dem hinteren Drehgestell wurden entfernt. Stattdessen wurden in den Endwagenteilen jeweils zwei Türen zwischen Drehgestell und Gelenk angeordnet, also sämtlich im Niederflurbereich. Der vor dem Umbau angewandte Fahrgastfluss entfiel. In den Hochflurbereichen waren Einzelsitze quer angeordnet, im Niederflurbereich gab es dagegen ausschließlich Längsbestuhlung.
Der Wagen wurde stets auf dem gleichen Kurs der Linie 4 eingesetzt. Mit dem mittigen Fahrwerk ergaben sich Probleme, durch die der Einsatz mit der Zeit zu aufwändig wurde, so dass der Prototyp ausgemustert und im Jahr 2000 verschrottet wurde.

## Serienfahrzeuge
Der grundsätzliche Aufbau gleicht demjenigen des Prototyps. Die Hochflurbereiche über den Triebdrehgestellen liegen etwas niedriger, so dass nur zwei Stufen zur Verbindung mit dem Niederflurbereich notwendig sind. Die Triebdrehgestelle haben jeweils nur eine Gleichstrommaschine, die beide Radsätze über Kardanwellen antreibt. Die Chopper-Steuerung mit GTO-Thyristoren befindet sich auf dem Dach. Alle drei Wagenkästen stützen sich über eine Luftfederung auf dem mittigen Laufdrehgestell ab. Dieses hat zwei Drehpunkte, die jeweils zwischen den Losrädern und direkt unter den Gelenken liegen. Es entspricht somit weitgehend dem Prinzip eines Jakobs-Drehgestells, jedoch mit dem zusätzlichen kurzen Wagenkasten wie beim Prototyp.
Die Sitzanordnung gleicht weitgehend derjenigen des Prototyps. In den Hochflurbereichen sind jedoch rechts Doppel- statt Einzelsitze angeordnet. Im Bereich des mittleren Drehgestells gibt es zwischen den Radkästen, auf welchen sich die Sitze befinden, einen mit 990 mm sehr breiten Durchgang. Die Türanordnung gleicht dem Prototyp. Der Niederfluranteil beträgt 56 % in Bezug auf die Gesamtlänge des Fahrzeugs und 52 % in Bezug auf die Gesamtfläche. Wie bei den Wagen der Baureihe 2800 ist an der Front keine Zielanzeige vorhanden, sondern nur eine Linienanzeige, was für moderne Straßenbahnfahrzeuge jedoch sehr ungewöhnlich ist.
Die Fahrzeuge sollten anlässlich der Fußball-Weltmeisterschaft 1990 zunächst hauptsächlich auf der Linie 9 eingesetzt werden, welche die Neubaustrecke zum Stadio delle Alpi bediente.
Aufgrund eines Unfalls, bei dem zwei Fahrzeuge schwer beschädigt wurden, sind (Stand 6. August 2023) nur noch 53 Fahrzeuge vorhanden. Die unbeschädigten Teile beider Wagen wurden zu einem Fahrzeug zusammengesetzt, die anderen Teile verschrottet.

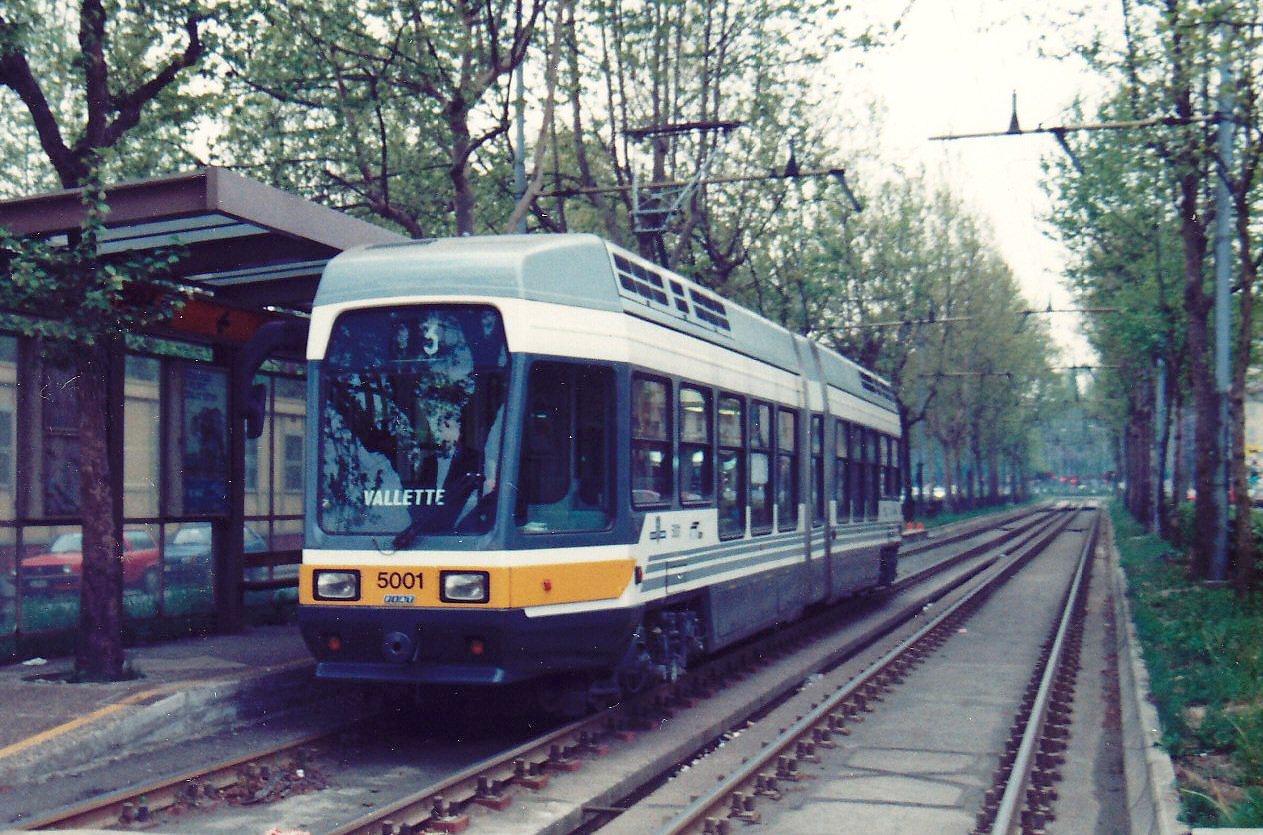
Wagen 5001 in der ursprünglichen Lackierung (1990)
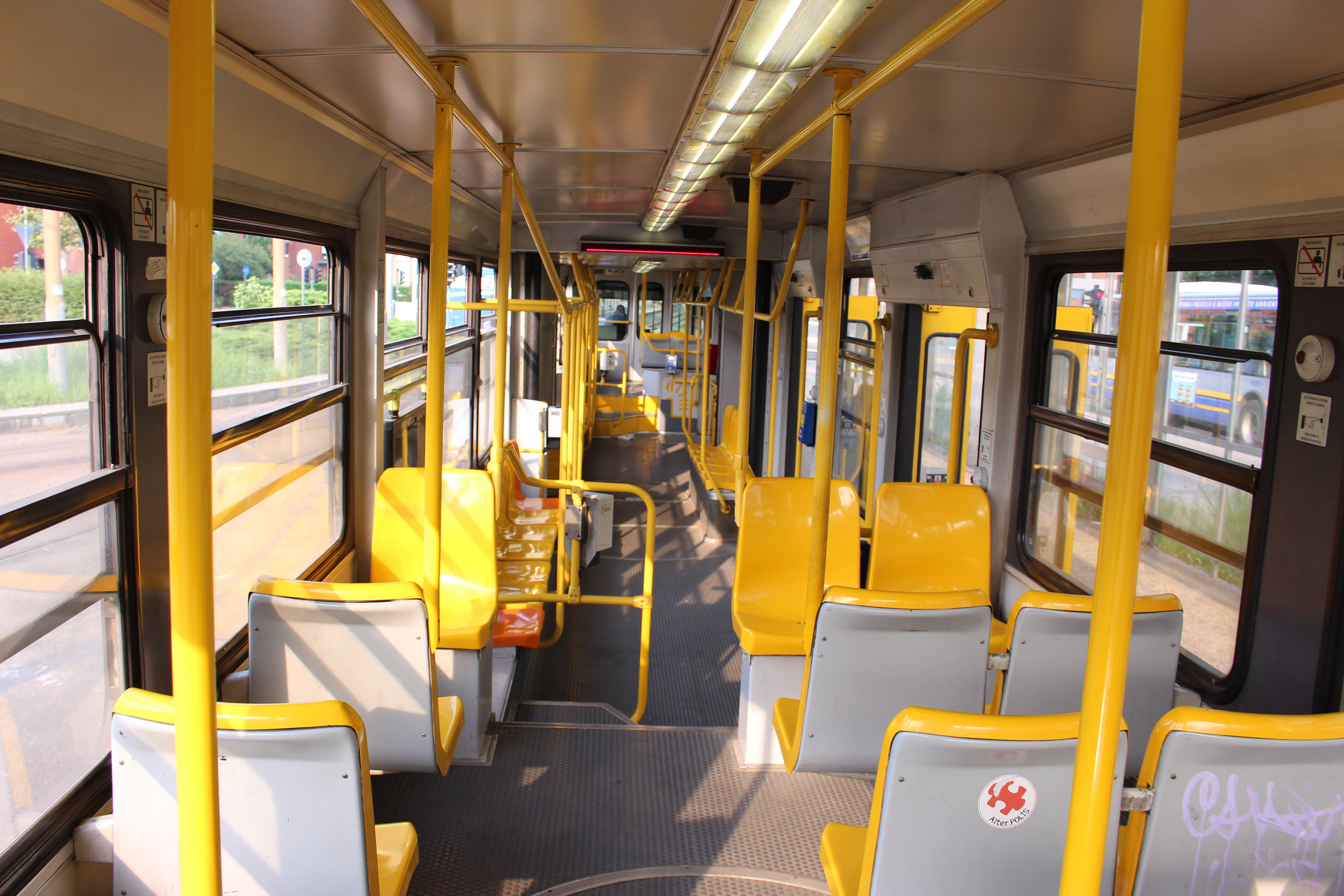
Fahrgastraum, betrachtet vom hinteren Hochflurbereich aus